# P-T-S Meeting 2020
Das P-T-S Meeting 2020 war eine Leichtathletik-Veranstaltung, die am 11. September 2020 in der X-Bionic Sphere im westslowakischen Šamorín stattfand. Die Veranstaltung war Teil der World Athletics Continental Tour und zählte zu den Silber-Meetings, der zweithöchsten Kategorie dieser Leichtathletik-Serie.

## Resultate

### Männer

#### 100 m
| Platz | Athlet                | Land | Zeit (s)  |
| ----- | --------------------- | ---- | --------- |
| 1     | Mike Rodgers          | USA  | 10,15 SB  |
| 2     | Taymir Burnet         | NED  | 10,37 =SB |
| 3     | Ján Volko             | SVK  | 10,38     |
| 4     | Jan Veleba            | CZE  | 10,39     |
| 5     | Kojo Musah            | DEN  | 10,39     |
| 6     | Samuel Beladič        | SVK  | 10,90     |
| 7     | Freddie Crittenden    | USA  | 10,91     |
|       | Tazana Kamanga-Dyrbak | DEN  | DSQ       |

Wind: +0,3 m/s

#### 400 m
| Platz | Athlet                | Land | Zeit (s)    |
| ----- | --------------------- | ---- | ----------- |
| 1     | Jochem Dobber         | NED  | 46,01 MR    |
| 2     | Rabah Yousif          | GBR  | 46,13       |
| 3     | Oliver Murcko         | SVK  | 46,29 NU20R |
| 4     | Liemarvin Bonevacia   | NED  | 46,66       |
| 5     | Christopher O’Donnell | IRL  | 46,74       |
| 6     | Šimon Bujna           | SVK  | 47,03       |
| 7     | Isayah Boers          | NED  | 47,20       |

#### 400 m Hürden
| Platz | Athlet          | Land | Zeit (s) |
| ----- | --------------- | ---- | -------- |
| 1     | Rasmus Mägi     | EST  | 49,32    |
| 2     | Efekeme Okoro   | GBR  | 50,28    |
| 3     | Thomas Barr     | IRL  | 50,30    |
| 4     | Martin Kučera   | SVK  | 50,53 SB |
| 5     | Matej Baluch    | SVK  | 51,18    |
| 6     | Martin Juránek  | CZE  | 51,87    |
| 7     | Markus Kornfeld | AUT  | 52,67    |
| 8     | Patrik Dömötör  | SVK  | 53,03    |

#### 3000 m Gehen
| Platz | Athlet           | Land | Zeit (min)  |
| ----- | ---------------- | ---- | ----------- |
| 1     | Miroslav Úradník | SVK  | 11:07,21 WL |
| 2     | Matej Tóth       | SVK  | 11:22,47    |
| 3     | Michal Morvay    | SVK  | 11:37,72 PB |
| 4     | Vítr Hlaváč      | CZE  | 11:45,26 PB |
| 5     | Daniel Kováč     | SVK  | 11:50,90 PB |
| 6     | Milan Rízek      | SVK  | 12:00,54    |
| 7     | Patrik Nemčok    | SVK  | 12:07,86 PB |
| 8     | Jakub Bátovský   | SVK  | 12:35,34 PB |
| 9     | JTomáš Mencel    | SVK  | 12:39,69 PB |
| 10    | Adam Nosáľ       | SVK  | 13:15,90 PB |
| 11    | Michal Duda      | SVK  | 13:26,45 PB |
|       | Ľubomír Kubiš    | SVK  | DSQ         |

#### Hochsprung
| Platz | Athletin           | Land | Höhe (m) |
| ----- | ------------------ | ---- | -------- |
| 1     | Maksim Nedassekau  | BLR  | 2,25     |
| 2     | Adrijus Glebauskas | LTU  | 2,25 =SB |
| 3     | Norbert Kobielski  | POL  | 2,23     |
| 4     | Matúš Bubeník      | SVK  | 2,21 =SB |
| 5     | Lukáš Beer         | SVK  | 2,11     |
| 6     | Chris Baker        | GBR  | 2,11     |
| 7     | Marek Bahník       | CZE  | 2,11     |
| 8     | Tomáš Zeman        | SVK  | 2,06 SB  |

#### Dreisprung
| Platz | Athletin         | Land | Weite (m) |
| ----- | ---------------- | ---- | --------- |
| 1     | Tomáš Veszelka   | SVK  | 16,69 SB  |
| 2     | Christian Taylor | USA  | 16,53     |
| 3     | Max Heß          | GER  | 16,32     |
| 4     | Adam Świderski   | POL  | 16,15     |
| 5     | Ondřej Vodák     | CZE  | 15,41     |
| 6     | Ján Šuba         | SVK  | 14,92 SB  |

#### Hammerwurf
| Platz | Athlet                 | Land | Weite (m) |
| ----- | ---------------------- | ---- | --------- |
| 1     | Christos Frantzeskakis | GRC  | 75,34     |
| 2     | Marcel Lomnický        | SVK  | 74,48     |
| 3     | Jan Doležálek          | CZE  | 65,43 PB  |
| 4     | Petr Koucký            | CZE  | 64,64     |

#### Speerwurf
| Platz | Athlet            | Land | Weite (m) |
| ----- | ----------------- | ---- | --------- |
| 1     | Vítězslav Veselý  | CZE  | 77,99     |
| 2     | Jami Kinnunen     | FIN  | 75,22     |
| 3     | Maximilian Slezák | SVK  | 72,33     |
| 4     | Patrik Michalec   | SVK  | 71,95     |
| 5     | Jakub Kubinec     | CZE  | 70,65     |
| 6     | Martin Konečný    | CZE  | 70,65     |
| 7     | Petr Frydrych     | CZE  | 69,81     |
| 8     | Dominik Sokola    | CZE  | 68,91     |

### Frauen

#### 400 m
| Platz | Athlet             | Land | Zeit (s) |
| ----- | ------------------ | ---- | -------- |
| 1     | Laviai Nielsen     | GBR  | 51,70 SB |
| 2     | Lieke Klaver       | NED  | 51,92    |
| 3     | Barbora Malíková   | CZE  | 52,35    |
| 4     | Iveta Putalová     | SVK  | 53,12    |
| 5     | Zdeňka Seidlová    | CZE  | 56,57    |
| 6     | Viktória Strýčková | SVK  | 58,20    |
| 7     | Katarzyna Martyna  | POL  | 58,80    |

#### 800 m
| Platz | Athlet                  | Land | Zeit (min) |
| ----- | ----------------------- | ---- | ---------- |
| 1     | Gabriela Gajanová       | SVK  | 2:01,26 SB |
| 2     | Sara Kuivisto           | FIN  | 2:01,60 PB |
| 3     | Nadia Power             | IRL  | 2:02,12    |
| 4     | Britt Ummels            | NED  | 2:02,65 PB |
| 5     | Bregie Sloot            | NED  | 2:02,79    |
| 6     | Shelayna Oskan-Clarke   | GBR  | 2:03,26 SB |
| 7     | Bianka Bartha-Kéri      | HUN  | 2:04,25    |
| 8     | Elli-Eftihia Deliyianni | GRC  | 2:05,34 PB |
| 9     | Claire Mooney           | IRL  | 2:05,64 SB |
|       | Kateřina Hálová         | CZE  | DNF        |

#### 100 m Hürden
| Platz | Athlet               | Land | Zeit (s)  |
| ----- | -------------------- | ---- | --------- |
| 1     | Cindy Ofili          | GBR  | 12,99     |
| 2     | Mette Graversgaard   | DEN  | 13,21     |
| 3     | Stanislava Škvarková | SVK  | 13,22     |
| 4     | Klaudia Wojtunik     | POL  | 13,25 =SB |
| 5     | Sharona Bakker       | NED  | 13,33     |
| 6     | Eefje Boons          | NED  | 13,90     |
| 7     | Monika Baňovičová    | SVK  | 13,95     |
| 8     | Viktória Forster     | SVK  | 14,05     |

Wind: +0,5 m/s

#### 400 m Hürden
| Platz | Athlet              | Land | Zeit (s) |
| ----- | ------------------- | ---- | -------- |
| 1     | Hanna Ryschykowa    | UKR  | 55,21    |
| 2     | Sara Slott Petersen | DEN  | 56,38    |
| 3     | Sára Mátó           | HUN  | 57,30 SB |
| 4     | Hayley McLean       | GBR  | 57,67    |
| 5     | Martina Hofmanová   | CZE  | 58,37    |
| 6     | Anna Szymkowicz     | POL  | 60,92    |
| 7     | Emma Zapletalová    | SVK  | DNF      |

#### 3000 m Gehen
| Platz | Athlet                | Land | Zeit (min)  |
| ----- | --------------------- | ---- | ----------- |
| 1     | Mária Czáková         | SVK  | 12:35,99 WL |
| 2     | Tereza Ďurdiaková     | CZE  | 13:01,58    |
| 3     | Klaudia Žárská        | SVK  | 13:55,35 PB |
| 4     | Alžbeta Ragasová      | SVK  | 14:06,47 PB |
| 5     | Karin Devaldová       | SVK  | 14:18,86 PB |
| 6     | Paulína Avenová       | SVK  | 14:39,58 PB |
| 7     | Ivana Dudová          | SVK  | 14:42,86 PB |
| 8     | Stanislava Hakulinová | SVK  | 15:05,47 PB |

#### Weitsprung
| Platz | Athletin                      | Land | Weite (m) |
| ----- | ----------------------------- | ---- | --------- |
| 1     | Nastassja Mirontschyk-Iwanowa | BLR  | 6,70 MR   |
| 2     | Tähti Alver                   | EST  | 6,32      |
| 3     | Lucie Vadlejch                | SVK  | 6,13      |
| 4     | Adéla Záhorová                | CZE  | 5,95      |
| 5     | Renáta Vodnyánszká            | SVK  | 5,78      |
| 6     | Irene Pusterla                | SUI  | 6,10      |
| 7     | Tereza Sklenářová             | CZE  | 5,71      |

#### Hammerwurf
| Platz | Athletin              | Land | Weite (m) |
| ----- | --------------------- | ---- | --------- |
| 1     | Martina Hrašnová      | SVK  | 69,86     |
| 2     | Vanessa Sterckendries | BEL  | 66,41     |
| 3     | Veronika Kaňuchová    | SVK  | 65,53 SB  |
| 4     | Tracey Andersson      | SWE  | 64,96     |